# Вилла Елена (Дюссельдорф-Бенрат)
Вилла Елена (нем. Villa Helena) - здание, памятник архитектуры в Бенрате (Дюссельдорф, Северный Рейн-Вестфалия, Германия). Расположено по адресу: улица Бенратер Шлоссаллея, дом 117 ("Бенратская Дворцовая аллея", 117; Benrather Schossallee, 117).

## Положение
Здание расположено в центре исторического Бенрата, на оживлённой улице "Бенратер Шлоссаллея". Напротив, за Дворцовым прудом, находится дворец Бенрат — летняя резиденция бывших герцогов Бергских, ныне муниципальная собственность Бенрата.

## История
Год постройки — 1902 (дата постройки указана на левой стороне башни здания).
Здание заказано как жилое предпринимателем Вильгельмом Бушхаузеном (местного владельца предприятия по реализации стройматериалов). Его инициалы (W.B.) выложены на фасаде башни здания.
Архитектурный план выполнен фирмой "Карл Тухшерер и компания", спроектировавшего и построившего несколько зданий (ныне охраняемых законом) в Бенрате.
Название виллы существует с года постройки. На левой стороне первого этажа в том же году выложен стих: «Если кто-то желает мне того, чeго он сам хочет, дай ему, Боже, в два раза больше».
Капитальный ремонт здания осуществлён в 1993 году.

## Архитектура
Здание виллы построено в стиле неоготики и имеет сложный план.  Основной частью здания является башня, в которую входит как большая часть фасада, так и левая сторона строения.

## Галерея

Отдельные части виллы Елена
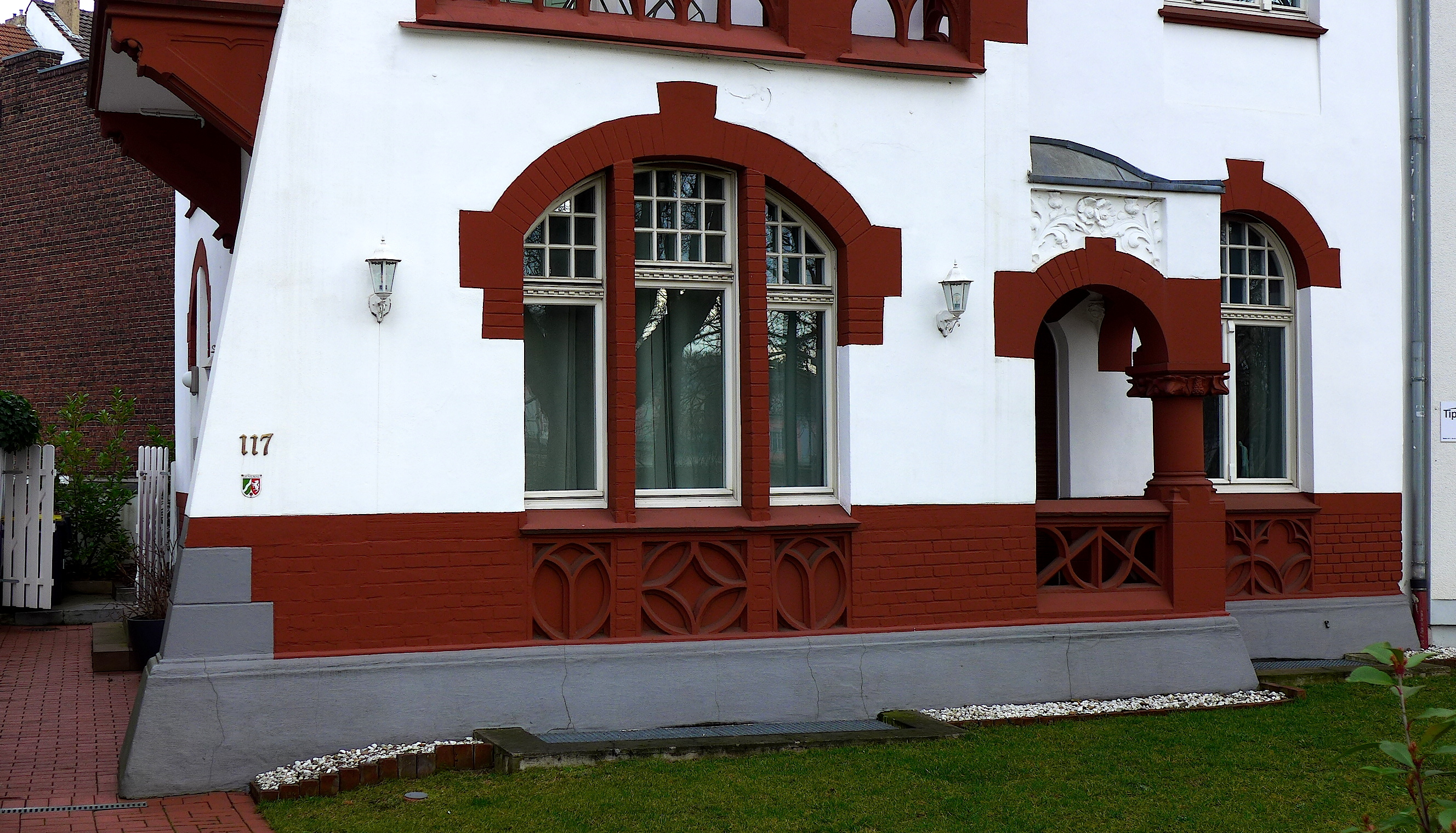
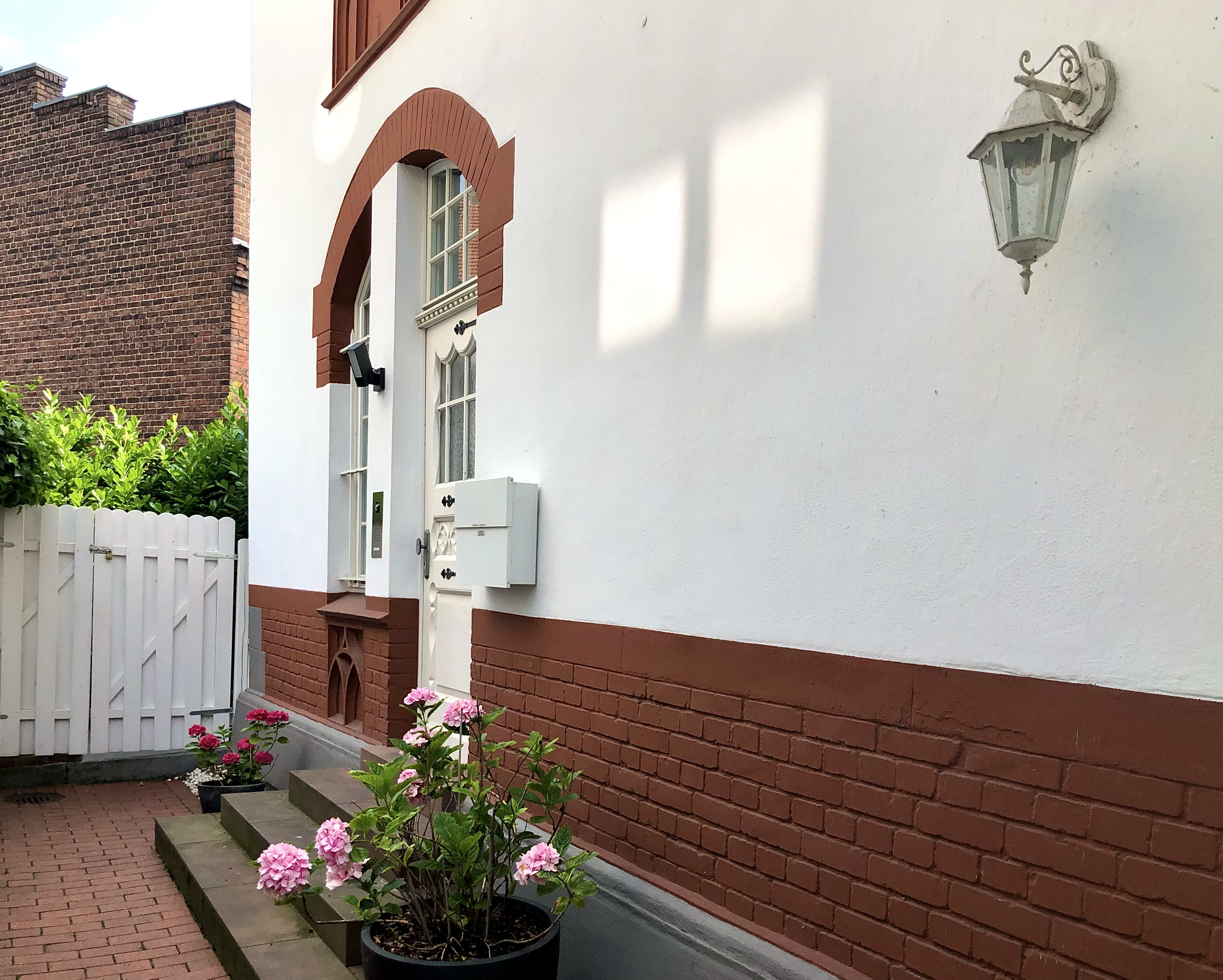
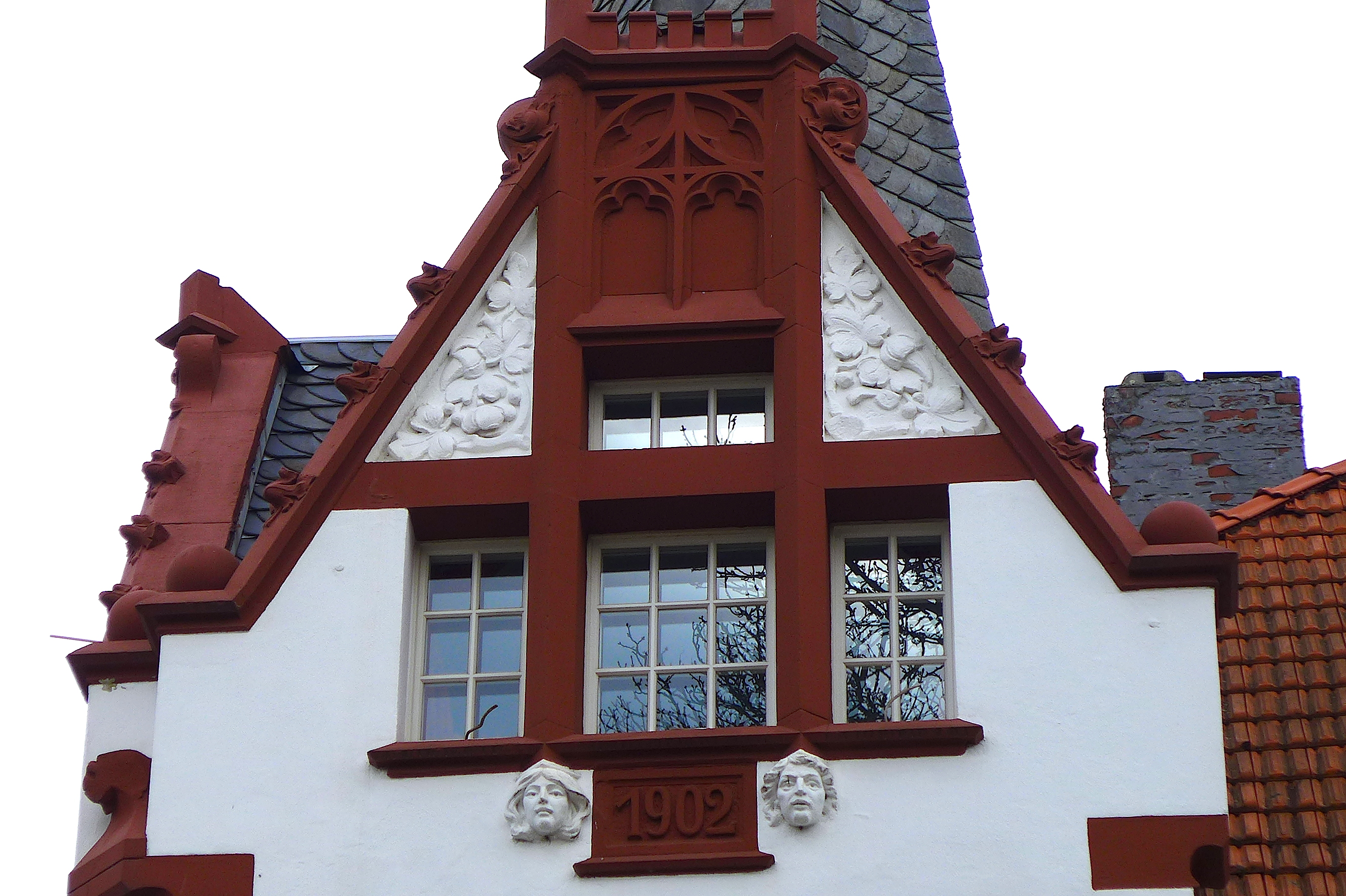
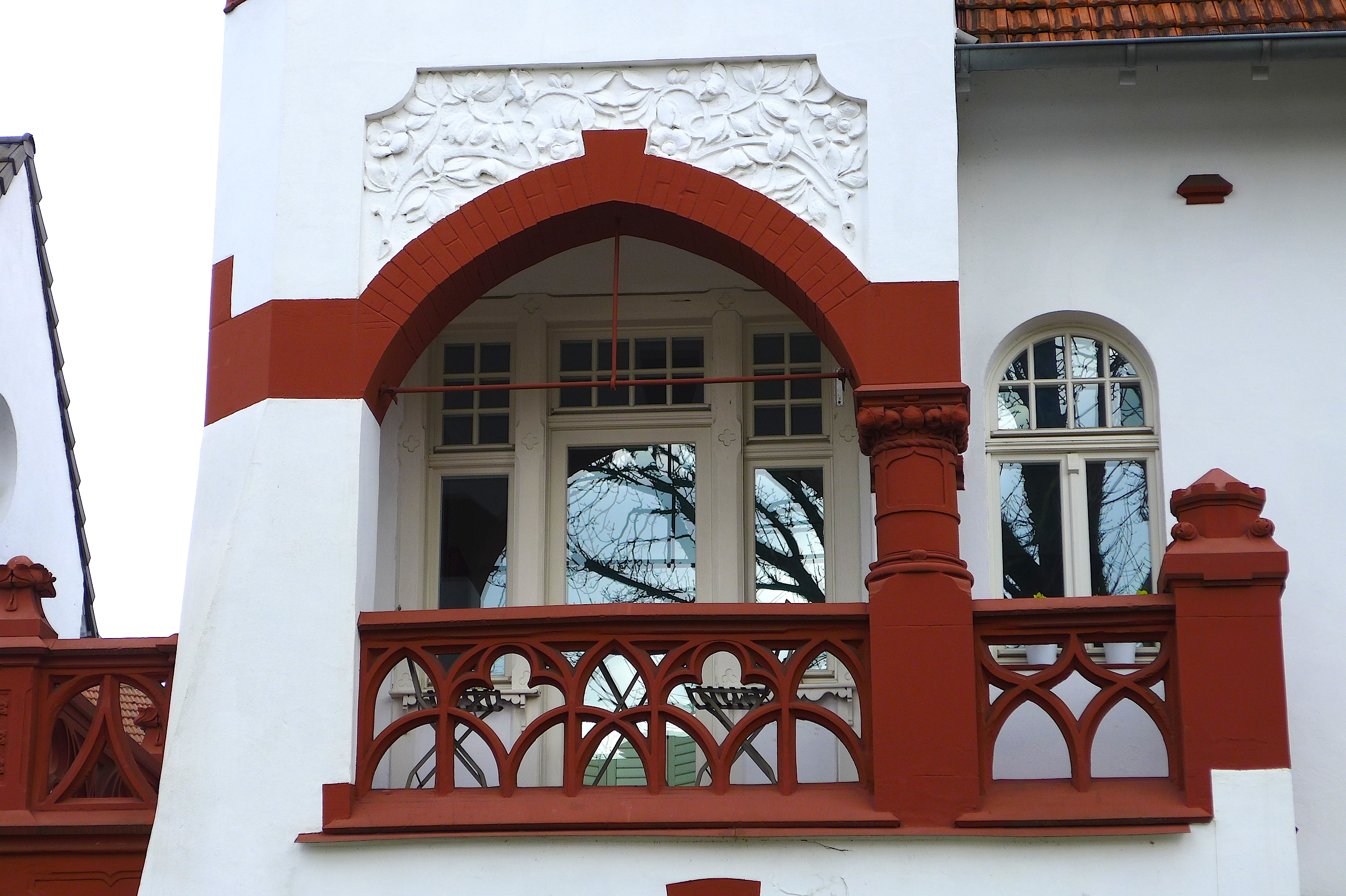
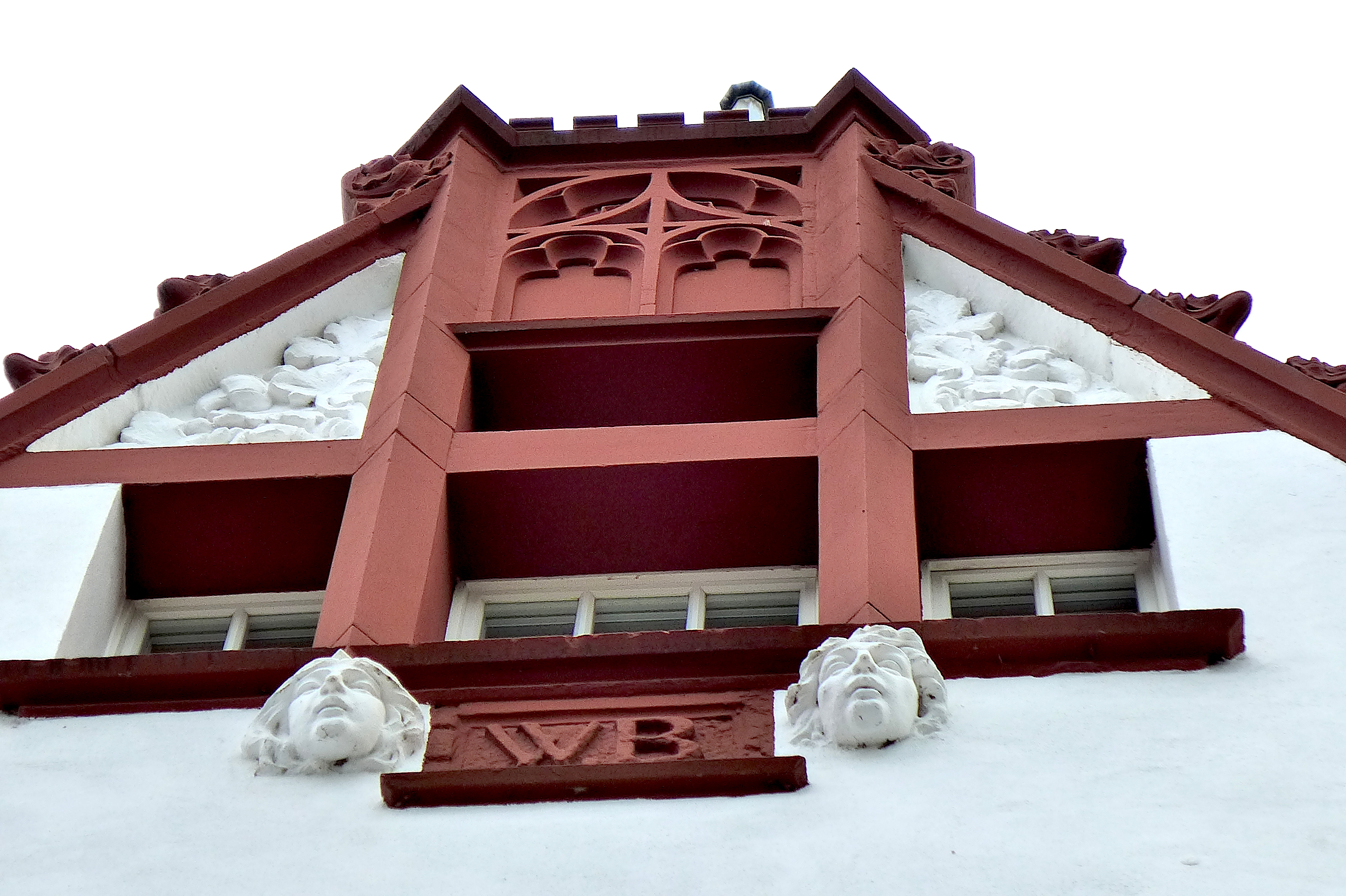
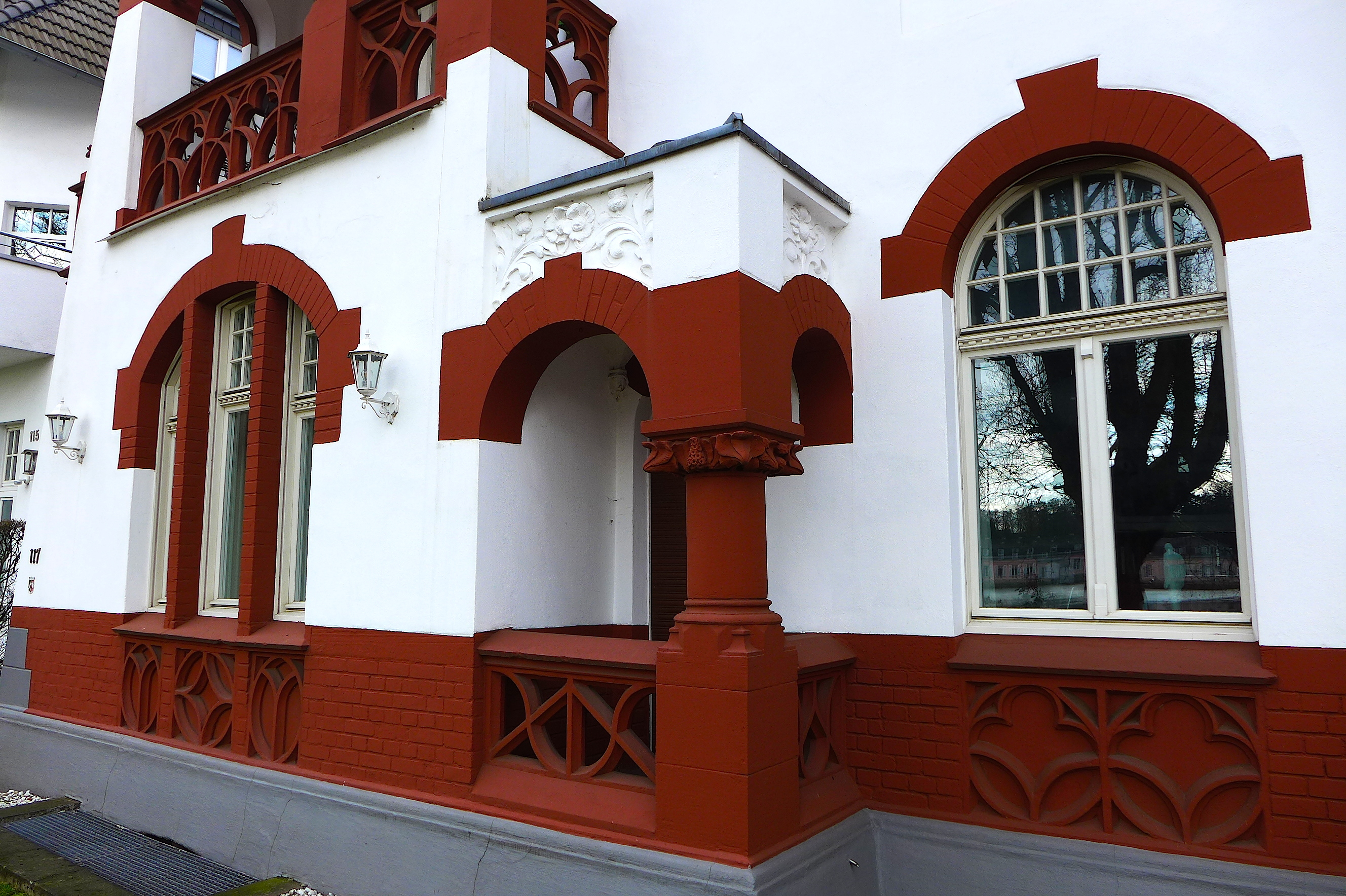